# Dammen met Ome Hajo
Dammen met Ome Hajo is een album van Meindert Talma & the Negroes, alsmede een boek van Meindert Talma uit 1999.

## Opnamen
Meindert Talma had twee platen in eigen beheer opgenomen, die in zijn thuisstad Groningen redelijk populair waren. Ferry Roseboom wilde graag dat de band een album zou opnemen voor Excelsior Recordings. In augustus 1999 nam de band in de Studio Sound Enterprise van Frans Hagenaars en Studio 150 15 nummers op, die golden als soundtrack voor het boek Dammen met Ome Hajo dat Talma had geschreven over zijn Friese jeugd.
Op 1 oktober 1999 verscheen het album bij Excelsior Recordings. Het boek verscheen tegelijkertijd bij Uitgeverij Passage. Het boek en de cd werden los van elkaar verkocht, hoewel je bij de cd een kortingsbon kreeg van fl. 2,50 en Uitgeverij Passage ook een combinatieverkoop had.

## Het boek
Dammen met Ome Hajo, de debuutroman van Talma, is een autobiografische roman. Het verhaal gaat over Hajo Talma, een oom van Meindert, die in Surhuisterveen woont. Meindert gaat vaak bij hem op bezoek om tegen hem te dammen, waarbij hij steevast verliest. Hajo Talma is een voormalig SRV-man, die wegens een aanrijding gestopt is met zijn werk als versmobielondernemer. Hij is nooit getrouwd en spendeert zijn dagen met het lezen uit de Bijbel en preken tegen buurtbewoners, wat hem de bijnaam De Dominee oplevert.
Ondertussen vertelt Meindert ook over zijn jeugdliefdes Jellie en Hester. Uiteindelijk besluit Meindert te stoppen met dammen, daar hij toch nooit kan winnen van zijn oom, en te gaan studeren in Groningen en daar een band op te richten. Als dit ook niet lukt, omdat medebandleden hem te slecht vinden, besluit Meindert twee dingen: hij zal voor altijd door blijven gaan met liedjes maken en hij zal ooit Ome Hajo verslaan in het dammen.
In het boek worden verhalen en personen uit Talma's jeugd op een lichte, humoristische wijze beschreven.

## Muzikanten
- Meindert Talma - zang, keyboard
- Jan Pier Brands - gitaar, drums, keyboard
- Janke Brands - basgitaar
- Nyk de Vries - drums, gitaar, toetsen

## Tracklist van de cd
1. Het gaat zoals het gaan kon
2. Versmobiel-ondernemer
3. In mijn hoofd
4. Hobbydrinker
5. Het Negroeslied
6. Kom als een engeltje terug
7. Oester
8. Dikke Paulus
9. Strandheem
10. De muziek maakt dat het vanzelf gaat
11. Psalm
12. Djipper
13. In de disco
14. Samoerai
15. My queen obscene

Alle nummers zijn geschreven door Meindert Talma.